# Pastitsio

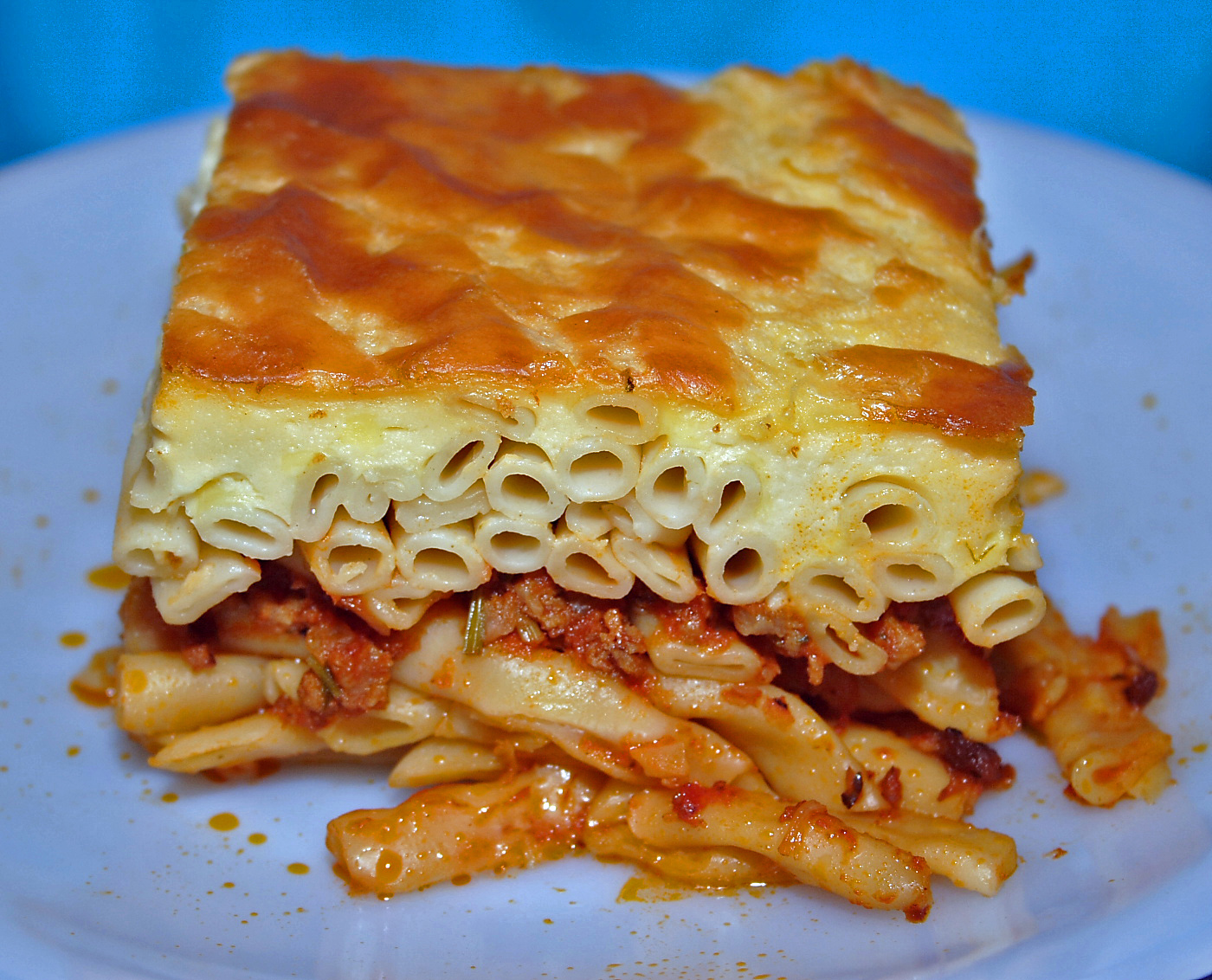
Pastítsio, griechischer Nudelauflauf

Pastitsio (griechisch παστίτσιο, pasˈtitsçɔ) von italienisch pasticcio (Volkslatein pasticium lateinisch pasta) ist ein typisches Auflaufgericht der griechischen Küche und stammt von den Ionischen Inseln.
Pastitsio ist neben Moussaka eines der bekanntesten griechischen Auflaufgerichte. In der üblichsten Form besteht es aus einer Schicht Nudeln in Röhrenform (wie Maccheroni) mit etwas geriebenem Kefalotyri. Darüber kommt eine Schicht Hackfleisch, bedeckt von einer weiteren Schicht Maccheroni mit Käse. Die oberste Schicht bildet eine mit Kefalotyri bestreute Béchamelsauce.